# Други доњи секутић
Доњи други (латерални) секутић – dens incisivus secundus inferior је други зуб од медијалне линије у оба квадранта доњег денталног лука. У контакту је са доњим центалним секутићем и доњим очњаком, а оклудира са секутићима из горње вилице. Веома подсећа на централни секутић, од кога је нешто већи и показује правилан знак угла и лука и мезијални нагиб корена (што значи да се код њега није задржала билатерална симетрија). Овај зуб има значајну улогу у мастикацији и функционише као „покретно сечиво“ дентиције. Постоје два доња латерална секутића, која се обележавају на следећи начин:
- стални доњи десни други секутић – 42;
- стални доњи леви други секутић – 32.

## Круна
Круна овог зуба има облик длета и веома подсећа на круну првог секутића од које је мало виша и шира. Описује се из пет различитих аспеката: лабијалног, линвалног, два проксимална и инцизалног.

### Лабијални аспект
Лабијална површина има облик правоугаоника и благо је конвексна у цервикалној трећини, док су средња и инцизална трећина углавном равне. Преклопне линије и лабијалне развојне депресије (карактеристичне за горње секутиће) овде су ретко присутне.
Мезијални и дистални профил су равни, са контактним зонама у инцизалној трећини и веома су слични, с тим што је дистални профил незнатно краћи. На инцизалној ивици новоизниклих зуба могу се уочити кумулуси (овалне екстензије глеђи), који временом нестају. Инцизална ивица је нагнута цервикално и дистално (правилан знак угла), за разлику од централног секутића, што се користи за њихово разликовање. Цервикална линија је конвексна према апексу корена.

### Лингвални аспект
Лингвална површина има облик троугла и ужа је од лабијалне (због конвергенције проксималних површина). Она је равна или благо конкавна, осим у цервикалној трећини која је представљена слабо израженим цингулумом, и као код осталих секутића показује лингвалну јаму (лат. fossa lingualis s. dentalis). Цингулум је више нагнут дистално и, као и маргинални гребенови, слабо је изражен. Цервикална линија је слична као код лабијалне површине.

### Проксимални аспект
Проксималне површине су троуглстог облика и конвергују орално и ка врату зуба. Мезијална и дистална површина су веома сличне, осим што је дистална незнатно краћа и има цервикалније локализовану контактну зону.
Лабијални профил је умерено конвексан, а лингвални конкаван у средњој и инцизалној трећини, а конвексан у цервикалној. Цервикална линија је испупчена према сечивној ивици.

### Инцизални аспект
Посматран са инцизалног аспекта зуб има четвороугаону форму. За разлику од доњег првог секутића, инцизални гребен није раван у мезиодисталном правцу, а и цингулум је померен дистално. Ово се користи за њихово разликовање.

## Врат
Врат зуба (лат. collum dentis) садржи глеђно-цементни спој (цервикалну линију) који је конвексног облика на све четири површине.

## Корен
Корен зуба (лат. radix dentis) је једнокрак и нешто је дужи, шири и масивнији од корена централног секутића. Има облик купе и благо је нагнут дистално (знак корена) и шири је у вестибуло-оралном правцу. На бочним странама присутна је лонгитудинална бразда, при чему је дистална боље изражена. На попречном пресеку корен је најчешће овалног облика.

## Димензије
| Други доњи секутић    |                        |              |               |                    |
| Мезио-дистална ширина | Лабио-лингвална ширина | Висина круне | Дужина корена | Укупна дужина зуба |
| 5,5 mm                  | 6,5 mm                   | 9,5 mm         | 14,0 mm         | 23,5               |

## Развој зуба
| Почетак калцификације | Комплетно формирана круна | Ницање (ерупција) | Завршен раст корена |
| --------------------- | ------------------------- | ----------------- | ------------------- |
| 3 - 4 месеца          | 4 - 5 година              | 7 - 8 година      | 10 година           |

## Варијације
Варијације и аномалије овог зуба су аналогне варијацијама централног секутића, и односе се на:
- степен инклинације (нагиба) лабијалне површине,
- изглед кумулуса и
- закривљеност или бифуркацију корена.